# لاري روبنسون (شاعر)
لاري روبنسون (بالإنجليزية: Larry Robinson)‏ هو شاعر أمريكي، ولد في 1947 في تيبورون في الولايات المتحدة.